# ATP Top 10
ATP er en herrernes tennisorganisation, og står for Association of Tennis Professionals. Rangpointene blive bestemt af hvor godt spillerne har klaret sig i løbet af et år, med forskellige turneringer givende forskellige point:
| Kategori           | Vinder | Finale | Semifinale | Kvartfinale | 1/8 finale | 1/16 finale | 1/32 finale | 1/64 finale |
| ------------------ | ------ | ------ | ---------- | ----------- | ---------- | ----------- | ----------- | ----------- |
| Grand Slams        | 2000   | 1200   | 720        | 360         | 180        | 90          | 45          | 10          |
| ATP Masters serien | 1000   | 600    | 360        | 180         | 90         | 45          | 10 (25)     | 10          |
| ATP 500 serien     | 500    | 300    | 180        | 90          | 45         | 20          |             |             |
| ATP 250 serien     | 250    | 150    | 90         | 45          | 20         | 5           |             |             |

ATP's top ti lyder pr. 5. juli 2010:
| Plads | Spiller               | Point | Spillede turneringer |
| ----- | --------------------- | ----- | -------------------- |
| 1.    | Rafael Nadal          | 10775 | 18                   |
| 2.    | Novak Djokovic        | 6905  | 21                   |
| 3.    | Roger Federer         | 6885  | 20                   |
| 4.    | Andy Murray           | 5155  | 17                   |
| 5.    | Robin Söderling       | 4935  | 25                   |
| 6.    | Nikolay Davydenko     | 4740  | 25                   |
| 7.    | Juan Martín del Potro | 4350  | 17                   |
| 8.    | Tomas Berdych         | 3845  | 25                   |
| 9.    | Andy Roddick          | 3490  | 20                   |
| 10.   | Fernando Verdasco     | 3475  | 25                   |